# فريدريش سيغموند ميركل
فريدريش سيغموند ميركل (بالألمانية: Friedrich Sigmund Merkel )‏ (و. 1845 – 1919 م) هو عالم تشريح، وأستاذ جامعي، وعالم أمراض ألماني، ولد في نورنبرغ، وكان عضوًا في الأكاديمية الألمانية للعلوم ليوبولدينا، وأكاديمية العلوم في غوتينغن، والأكاديمية البروسية للعلوم، توفي في غوتينغن، عن عمر يناهز 74 عاماً.

## التعليم
تعلم في جامعة غوتينغن.